# Amphibolite Point
Der Amphibolite Point (englisch; spanisch Punta Anfibolita) ist eine markante, pyramidenförmige Landspitze an der Südküste von Coronation Island im Archipel der Südlichen Orkneyinseln. Sie liegt 2,5 km nordwestlich des Saunders Point.
Der Falkland Islands Dependencies Survey benannte ihn infolge einer Vermessung zwischen 1948 und 1949 nach dem hier anzutreffenden Amphibolitgestein.